# Bidovce
Bidovce (alemão: Bidowetz; em húngaro: Magyarbőd) é um município da Eslováquia, situado no distrito de Košice-okolie, na região de Košice. Tem 9,81 km² de área e sua população em 2018 foi estimada em 1.599 habitantes.

## Demografia
| Ano:        | 1994 | 2004   | 2014    | 2024    |
| ----------- | ---- | ------ | ------- | ------- |
| Broj ljudi: | 1080 | 1168   | 1444    | 1702    |
| Razlika:    |      | +8,14% | +23,63% | +17,86% |

| Ano:               | 2023 | 2024   |
| ------------------ | ---- | ------ |
| Número de pessoas: | 1689 | 1702   |
| Diferença:         |      | +0,76% |